# Formostenus piceus
Formostenus piceus är en stekelart som beskrevs av Jonathan 1980. Formostenus piceus ingår i släktet Formostenus och familjen brokparasitsteklar. Inga underarter finns listade i Catalogue of Life.